# Нироб
Ни́роб (рос. Ныроб) — робітниче селище в Чердинському районі на півночі Пермського краю Росії. Населення - 4643 осіб. Згадується в письмових джерелах з 1579 року. 

## Географія
Селище знаходиться на півночі Пермського краю.
Пов'язаний з містом Чердинь асфальтовою дорогою протяжністю 41 км.

## Історія
Перша письмова згадка про село Нироб відноситься до 1579 року .
Нир в комі-перм'яцькій мові означає «ніс», иб - «поле», тобто «Носове поле», або «поле Носа» (в 1579 році в Ниробі жив Іванко Нос, засновник місцевої прізвища Носов) .
В 1601 році царем Борисом Годуновим сюди був засланий (і незабаром тут помер) Михайло Микитович Романов, дядько майбутнього царя Михайла Федоровича.
У періоди 27 лютого 1924 - 10 червня 1931 рр. та 20 жовтня 1931 - 4 листопада 1959 рр. був центром Ниробського району .
З 2 січня 1963 року є селищем міського типу .
Нироб входив в Перелік історичних міст Росії (список 2002 року).

## Населення
За підсумками перепису 2002 року населення Нироби склало 7500 чоловік, з них чоловіків 5231 і 2269 жінок (69,7% і 30,3% відповідно). Половину населення складають ув'язнені виправної колонії, які працюють на лісозаготівлі.